# Кутуш (Румунія)
Кутуш (рум. Cutuș) — село у повіті Брашов в Румунії. Входить до складу комуни Крізбав.
Село розташоване на відстані 162 км на північ від Бухареста, 21 км на північний захід від Брашова.

## Населення
За даними перепису населення 2002 року у селі проживали 732 особи.
Національний склад населення села:
| Національність            | Кількість осіб | Відсоток |
| ------------------------- | -------------- | -------- |
| румуни                    | 618            | 84,4%    |
| цигани                    | 104            | 14,2%    |
| не вказали національність | 9              | 1,2%     |

Рідною мовою назвали:
| Мова      | Кількість осіб | Відсоток |
| --------- | -------------- | -------- |
| румунська | 720            | 98,4%    |
| циганська | 12             | 1,6%     |